# Зброя Зевса
«Зброя Зевса» — радянський п'ятисерійний телефільм 1991 року, знятий режисером Миколою Засєєвим-Руденком на Кіностудії ім. О. Довженка.

## Сюжет
Багатосерійний фільм за романом Євгена Велтистова «Ноктюрн порожнечі» розповідає про роботу вчених над теорією управління стихіями під назвою «Зброя Зевса», яка покликана сприяти збереженню екології планети Земля.

## У ролях
- Ігор Васильєв — Мартін Конт, вчений
- Юозас Кіселюс — Джеймс Мал, адвокат
- Неле Савиченко-Климене — Мей, дружина Дена Баррі
- Світлана Копилова — Єва
- Петеріс Гаудіньш — Ден Баррі
- Костянтин Шафоренко — Мартін Конт у молодості
- Алла Ларіонова — тітка Ельза
- Мілена Тонтегоде — Лотта Бак, дружина Томаса Бака
- Андрейс Жагарс — Джон Баррі, син Дена та Мей
- Олена Бардіна — Меріл Олбі, дружина Джона Баррі
- Ромуальдас Раманаускас — Шредер (він же Ервін Данц)
- Віталій Коняєв — Кларк Джексон
- Ромуалдс Анцанс — Френк Віллі, сенатор
- Микола Засєєв-Руденко — Боббі Мітчелл, шеф поліції, капітан
- Валерій Сторожик — Ален Конт, син Мартіна та Єви
- Степан Старчиков — Тедді Маккоун
- Давид Бабаєв — Неш Хайлер, помічник Джексона
- Володимир Коренєв — Томас Бак, вчений-експерт концерну
- Володимир Бегма — Едді Баррі, син Меріл
- Ірина Коренєва — Джин
- Ігор Стариков — Стек
- Саулюс Баландіс — Кларк Джексон у молодості
- Валентинас Клімас — Герберт Конт, батько Мартіна
- А. Хлопунов — Мартін у дитинстві
- Габріеле Клімайте — Єва у дитинстві
- Олександр Слобідський — Ден Баррі у дитинстві
- Юлій Апрятін — Джон у дитинстві
- С. Абрамов — Алан у дитинстві
- В'ячеслав Воронін — Юджин
- Тетяна Шляпіна — Енн
- Анатолій Юшко — епізод
- О. Солодовська — епізод
- Володимир Брежнєв — епізод
- Ю. Паукітіне — епізод
- В. Шевченко — епізод
- Лелде Вікмане — телеведуча
- Віталій Васильков — агент спецслужб
- Юрій Голубцов — Кріс
- Анатолій Грошевой — людина Стека
- Аніта Грубе — телеведуча новин
- Роман Лавров — епізод
- Ольга Лебедєва — Лінда
- Наталія Журавель — місіс Мітчел
- Тимофій Кохан — епізод
- Олександр Толстих — адміністратор готелю
- Вайва Майнеліте — мешканка готелю
- Олександр Агєєнков — пілот
- Олександр Гебдовський — людина Стека
- Ніна Кобеляцька — стюардеса
- І. Старобогатов — епізод
- Олег Калмиков — епізод
- Олександр Пархоменко — американський льотчик
- Сергій Підгорний — американський льотчик
- Ю. Кургузова — епізод
- Ігоріс Ряклайтіс — людина Шредера
- Кястутіс Жілінскас — людина Шредера
- Ю. Конак — епізод
- Олександр Ягольницький — спецагент
- Сергій Зубченко — епізод
- Михайло Ігнатов — людина Стека
- Вітаутас Канцлеріс — гість на вечорі
- Алефтіна Константинова — епізод
- Володимир Костарєв — мешканець готелю
- Наталія Панчик — епізод
- Тетяна Слобідська — Пеггі, модистка
- Микола Трусов — мешканець готелю

## Знімальна група
- Режисер — Микола Засєєв-Руденко
- Сценаристи — Євген Велтистов, Борис Чирков
- Оператор — Олександр Чорний
- Композитор — Євген Крилатов
- Художники — Анатолій Мамонтов, Микола Засєєв-Руденко